# Installation (Kunst)

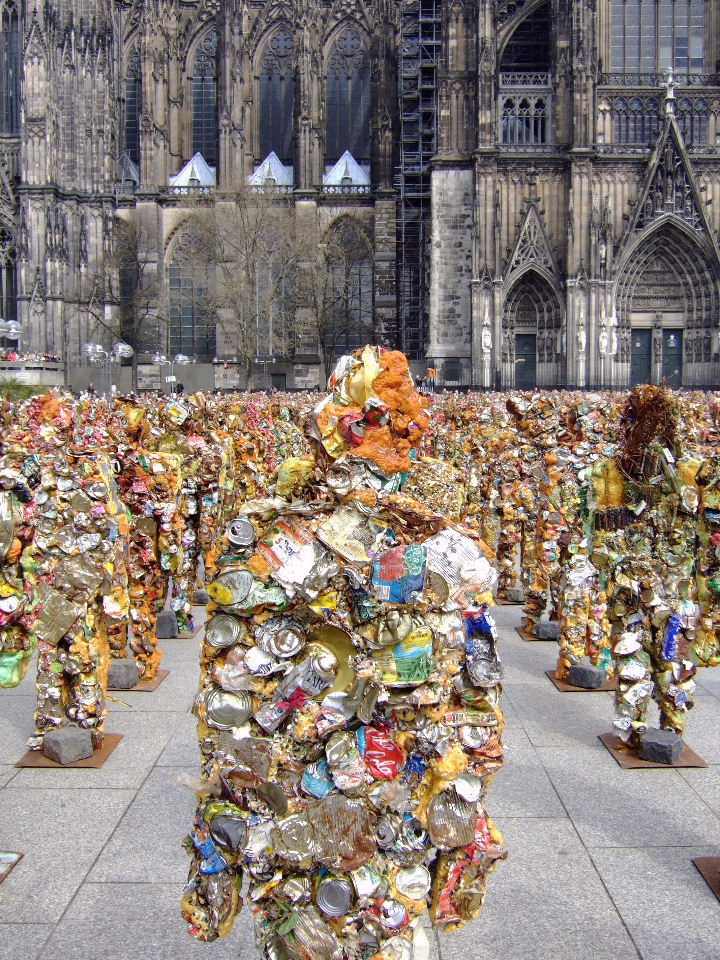
HA Schult: Trash People vor dem Kölner Dom

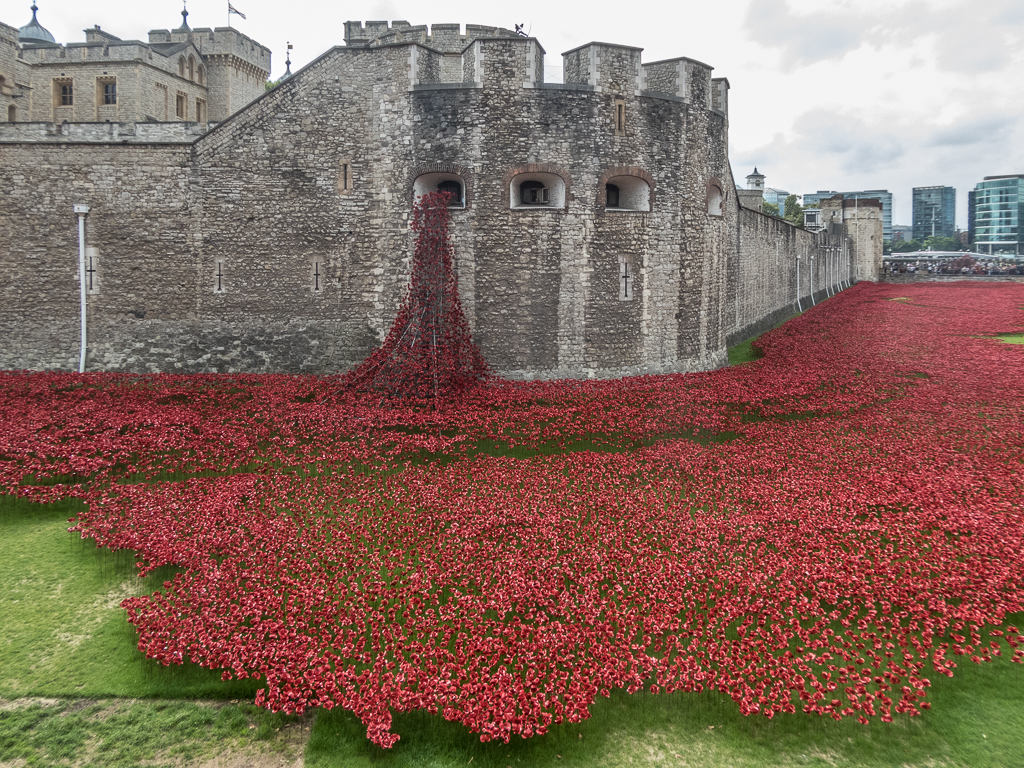
Blood Swept Lands and Seas of Red im Graben des Tower of London

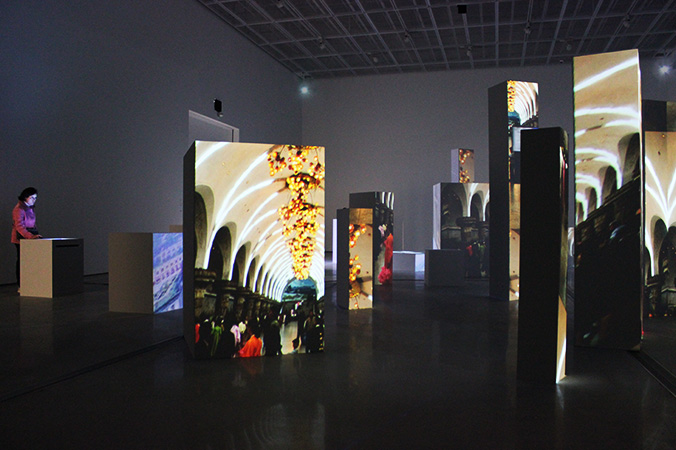
Marc Lee: 10.000 Moving Cities, Nationalmuseum für moderne und zeitgenössische Kunst, Seoul

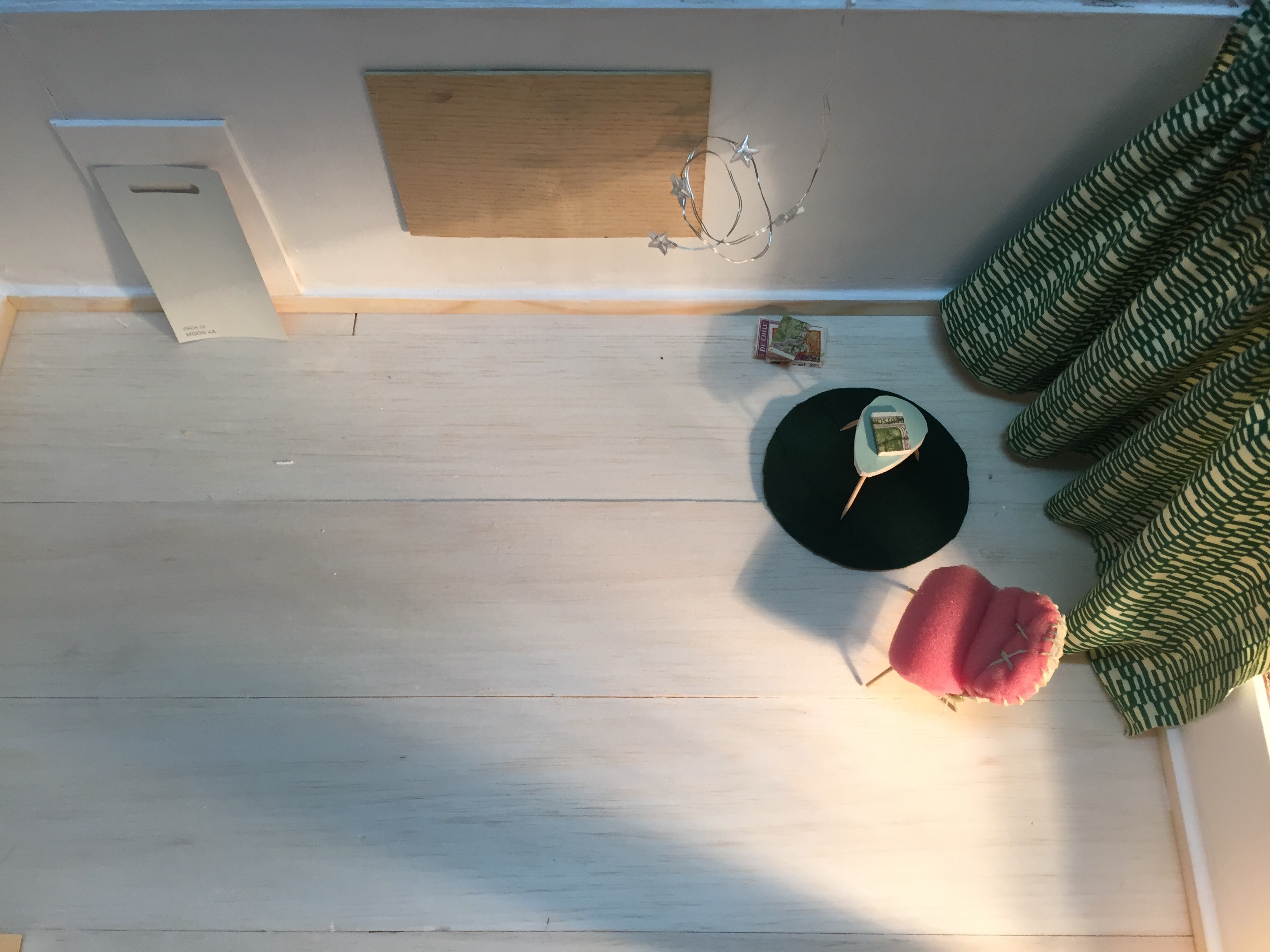
Hänsel und Grätel

Die Installation ist in der bildenden Kunst ein meist raumgreifendes, ortsgebundenes und oft auch orts- oder situationsbezogenes dreidimensionales Kunstwerk. Der im Hinblick auf die Kunst seit Ende der 1970er Jahre gebräuchliche Begriff wird inzwischen auch für frühere raumexpandierende Inszenierungen angewendet.

## Geschichte
Ein Ausgangspunkt dieser künstlerischen Darstellungsform ist – ähnlich wie beim Environment der 1950er und 1960er Jahre – ein spiritueller oder konzeptueller Ansatz. Im Gegensatz zum Environment, dessen Ansatzpunkt oft die Auseinandersetzung mit der Alltags- und Warenwelt bildete, zielt die Installation aber in der Regel nicht auf eine narrative räumliche Inszenierung, wie sie z. B. bei den Arbeiten von Edward Kienholz zu finden ist.
Verwandt mit der Intervention und der Land Art ist die Installation überwiegend eine dreidimensionale, raumbezogene Kunstform im Innen- und Außenraum und ermöglicht die Verwendung jeglichen Materials, wie auch von Zeit, Licht, Klang und Bewegung im Raum – siehe Lichtkunst, Klangkunst, Medienkunst und Kinetik.
Installationen werden regelmäßig auf den großen Gruppenausstellungen wie der Biennale von Venedig und der documenta in Kassel gezeigt.
Die Kunstgeschichte betrachtet heute als erste Installationen im vorgenannten Sinn Raumgestaltungen und -konzepte der ersten Hälfte des 20. Jahrhunderts wie beispielsweise die Inszenierung von Piet Mondrians inzwischen abgerissenem Atelier (1921–1936, Paris, Montparnasse, rue du Départ), von El Lissitzkys Prounen-Raum (1923) oder seinem Kabinett der Abstrakten (1928), des Weiteren auch den speziell für Claude Monets großformatige Seerosengemälde konzipierten runden Raum im Musée de l’Orangerie (1927, Paris). Direktere Vorgänger heutiger Installationen sind Kurt Schwitters während des Zweiten Weltkrieges zerstörter Merzbau (1923–1936/37, Hannover) und Oskar Schlemmers nicht verwirklichtes Lackkabinett (1940). Die Galerie Parnass zeigte im Jahr 1963 erstmals die Installation Zyklus Das schwarze Zimmer von Wolf Vostell aus dem Jahr 1958.

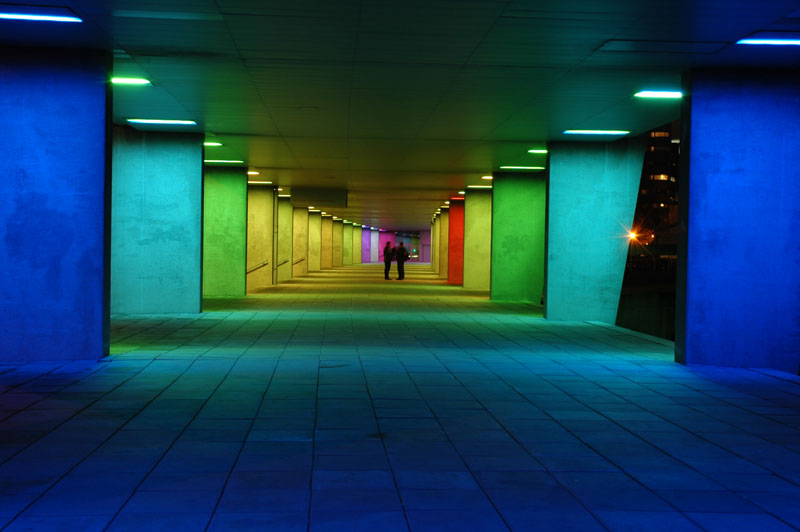
Peter Struycken: Lichtinstallation, Rotterdam

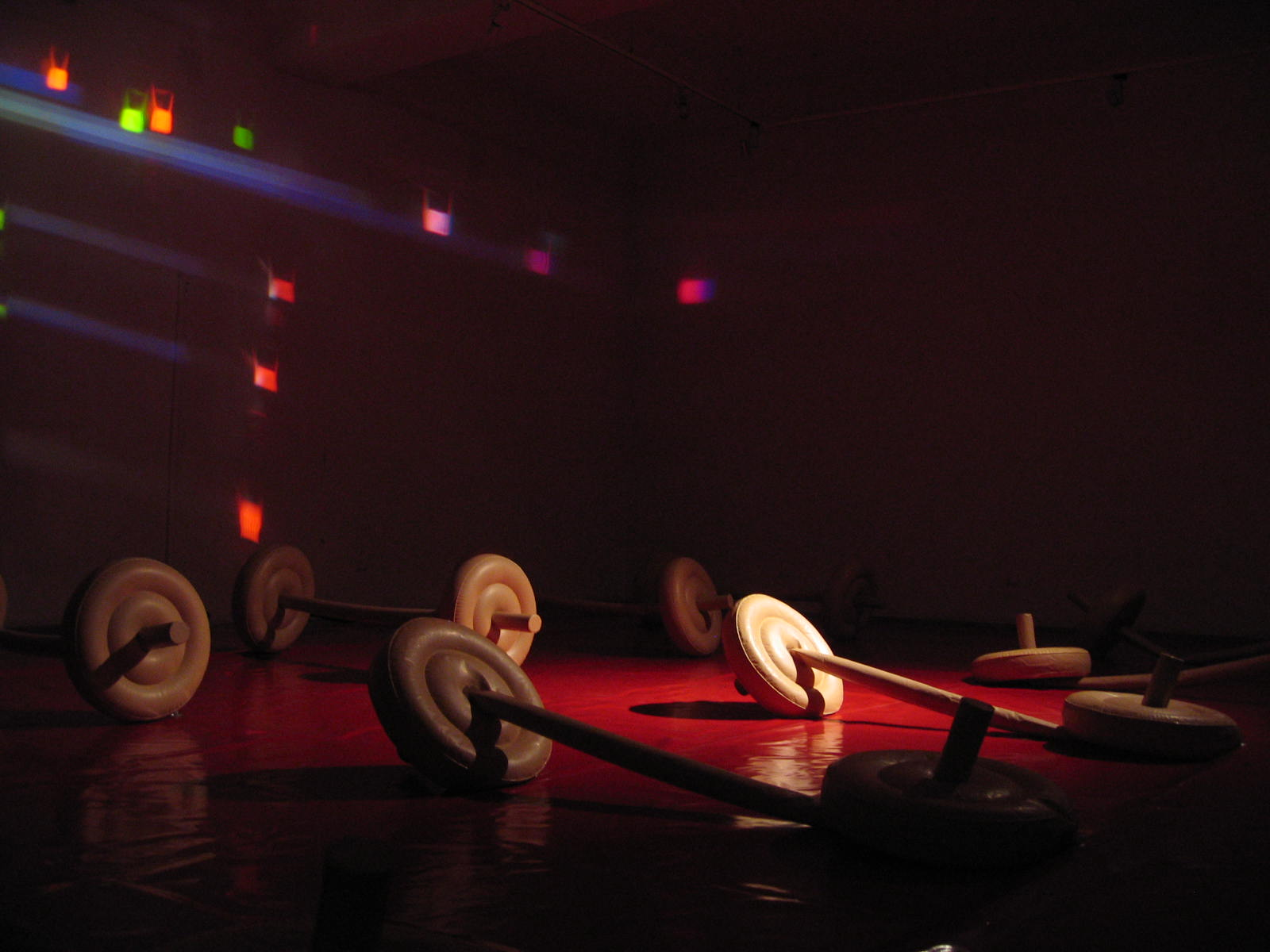
Kurt Fleckenstein: Fitness

Die Wächter der Zeit von Manfred Kielnhofer vor dem Französischen Dom am Berliner Gendarmenmarkt während des Festival of Lights 2011

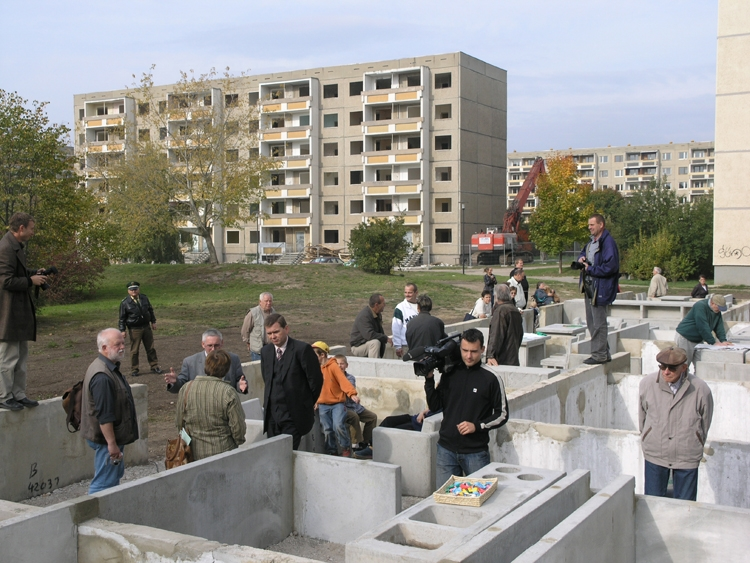
Dagmar Schmidt: Grabungsstaedte, Halle-Silberhöhe

## Liste von Installationskünstlern (Auswahl)
- Marina Abramović (* 1946)
- Vito Acconci (1940–2017)
- Georges Adéagbo (* 1942)
- Paweł Althamer (* 1967)
- Kutlug Ataman (* 1961)
- Mary Bauermeister (1934–2023)
- Lothar Baumgarten (1944–2018)
- Joseph Beuys (1921–1986)
- Barbara Bloom (* 1951)
- Christian Boltanski (1944–2021)
- Eberhard Bosslet (* 1953)
- Louise Bourgeois (1911–2010)
- Noam Braslavsky (* 1961)
- Lena Braun (* 1961)
- Joan Brossa (1919–1998)
- Tania Bruguera (* 1968)
- Klaus vom Bruch (* 1952)
- Daniel Buren (* 1938)
- Maurizio Cattelan (* 1960)
- Jake und Dinos Chapman (* 1966 und * 1962)
- Judy Chicago (* 1939)
- Christo und Jeanne-Claude (* 1935 und 1935–2009)
- Claude Closky (* 1963)
- Heiko Daxl (1957–2012)
- Wim Delvoye (* 1965)
- Alex Doll (* 1990)
- Patrick Dougherty (1931–2010)
- Yingmei Duan (* 1969)
- Marcel Duchamp (1887–1968)
- Lukas Duwenhögger (* 1956)
- Mo Edoga (1952–2014)
- Ólafur Elíasson (* 1967)
- Tracey Emin (* 1963)
- Shahram Entekhabi (* 1963)
- Ayse Erkmen (* 1949)
- Chohreh Feyzdjou (1955–1996)
- Peter Fischli und David Weiss (* 1952 und 1946–2012)
- Dan Flavin (1933–1996)
- Kurt Fleckenstein (* 1949)
- Forced Entertainment, Künstlergruppe
- Claus Föttinger (* 1960)
- Ingeborg Fülepp (* 1952)
- Norberto Fuentes (* 1943)
- Jens Galschiot (* 1954)
- Johannes Gees (* 1960)
- Jochen Gerz (* 1940)
- Rolf Glasmeier (1945–2003)
- Robert Gober (* 1954)
- Félix González-Torres (1957–1996)
- Monika Grzymala (* 1970)
- Jean-François Guiton (* 1953)
- Genco Gulan (* 1969)
- Ragani Haas (* 1969)
- Jeppe Hein (* 1974)
- Christine Hill (* 1968)
- Shigeko Hirakawa (* 1953)
- Erwin Hilbert (* 1951)
- Susan Hiller (1940–2019)
- Thomas Hirschhorn (* 1957)
- Damien Hirst (* 1965)
- Gottfried Helnwein (* 1948)
- Carsten Höller (* 1961)
- Rebecca Horn (1944–2024)
- Nan Hoover (1931–2008)
- Franka Hörnschemeyer (* 1958)
- Margarete Huber (* 20. Jh.)
- Patrick Huber (* 1959)
- Emily Jacir (* 1970)
- Ruediger John (1971–2021)
- Siegfried Kärcher (* 1974)
- Ilja Kabakow (1933–2023)
- Junichi Kakizaki (* 1971)
- Anish Kapoor (* 1954)
- Ulrike Kappler (* 1951)
- Mike Kelley (1954–2012)
- Edward Kienholz (1927–1994)
- Martin Kippenberger (1953–1997)
- Hans Kotter (* 1966)
- Shigeko Kubota (1937–2015)
- Bruno Kurz (* 1957)
- Susanne Kutter (* 1971)
- Alicja Kwade (* 1979)
- Peter Land (* 1966)
- Ulrich Langenbach (* 1950)
- Michael Laube (* 1955)
- Marc Lee (* 1969)
- Ute Lindner (* 1968)
- Richard Long (* 1945)
- Ingeborg Lüscher (* 1936)
- Raoul Marek (* 1953)
- Rita McBride (* 1960)
- Cildo Meireles (* 1948)
- Gerda Meyer-Bernstein (1923–2024)
- Stefan Micheel (* 1955)
- Gianni Motti (* 1958)
- Juan Muñoz (1953–2001)
- Nachtmann-Silies
- Itty Neuhaus (* 1961)
- Boris Nieslony (* 1945)
- Jürgen O. Olbrich (* 1955)
- Andreas Oldörp (* 1959)
- Dennis Oppenheim (1938–2011)
- Tony Oursler (* 1957)
- Nam June Paik (1932–2006)
- Panamarenko (1940–2019)
- Cornelia Parker (* 1956)
- Giuseppe Penone (* 1947)
- Patricia Pisani (* 1958)
- Paola Pivi (* 1971)
- Lars Ramberg (* 1964)
- Tita do Rêgo Silva (* 1959)
- Jason Rhoades (1965–2006)
- Gian Carlo Riccardi (1933–2015)
- Wassyl Rjabtschenko (* 1954)
- Karla Sachse (* 1950)
- Dagmar Schmidt (* 1963)
- Nicolaus Schmidt (* 1953)
- Ira Schneider (1939–2022)
- Gregor Schneider (* 1969)
- Lara Schnitger (* 1969)
- Kurt Schwitters (1887–1948)
- SIGNA
- Robert Smithson (1938–1973)
- Monika Sosnowska (* 1972)
- Pia Stadtbäumer (* 1959)
- Christoph Steffner (* 1961)
- Stiletto Studio,s (* 1959)
- Joulia Strauss (* 1974)
- Annelies Štrba (* 1947)
- Hermann Zwi Szajer (* 1948)
- Helmut Tollmann (* 1945)
- James Turrell (* 1943)
- Jacek Tylicki (* 1951)
- Urs-Peter Twellmann (* 1959)
- Nils-Udo (* 1937)
- Costa Vece (* 1969)
- Bill Viola (1951–2024)
- Not Vital (* 1948)
- Wolf Vostell (1932–1998)
- Franz Erhard Walther (* 1939)
- Jörg Wiele (* 1951)
- Sarkis Zabunyan (* 1938)
- Zimoun (* 1977)
- Annett Zinsmeister (* 1967)